# Adicella biramosa
Adicella biramosa är en nattsländeart som beskrevs av Martynov 1936. Adicella biramosa ingår i släktet Adicella och familjen långhornssländor. Inga underarter finns listade i Catalogue of Life.